# Opalia matajiroi
Opalia matajiroi is een slakkensoort uit de familie van de Epitoniidae. De wetenschappelijke naam van de soort is voor het eerst geldig gepubliceerd in 1954 door Kuroda.